# Heliocontia marmorea
Heliocontia marmorea är en fjärilsart som beskrevs av Butler sensu Druce. Heliocontia marmorea ingår i släktet Heliocontia och familjen nattflyn. Inga underarter finns listade i Catalogue of Life.